# Belgisch Elektrotechnisch Comité
Het Belgisch Elektrotechnisch Comité (BEC, Frans: Comité Électrotechnique Belge, CEB) is een Belgische vzw die verantwoordelijk is voor het opstellen van elektrotechnische normen, en het bevorderen van normalisatie. Het BEC werd in 1909 opgericht, drie jaar na de oprichting van de International Electrotechnical Commission, het IEC. Toen in 1945 het Belgisch Instituut voor Normalisatie (BIN) werd opgericht, kende deze de elektrotechnische en elektronische normalisatie aan het BEC toe.
Het BEC is verantwoordelijk voor het begeleiden van de normalisatiewerkzaamheden met betrekking tot elektrotechnische NBN (EN) (IEC)-normen. Deze normen betreffen bijvoorbeeld de geharmoniseerde EN normen in het kader van de EU richtlijnen en verordeningen.
Terwijl vroeger vaak alleen werd uitgegaan van louter industriële belangen, wordt nu op verzoek van de wetgever ook milieu- en consumentenbescherming mee in overweging genomen.
In de bibliotheek van het BEC kan men tienduizenden Belgische, internationale en buitenlandse normen raadplegen en aanschaffen.
Het BEC is lid van CENELEC en IEC. Op de IEC-website vindt men ook in welke technische comités het BEC vertegenwoordigd is.